# Biodiversidad de México

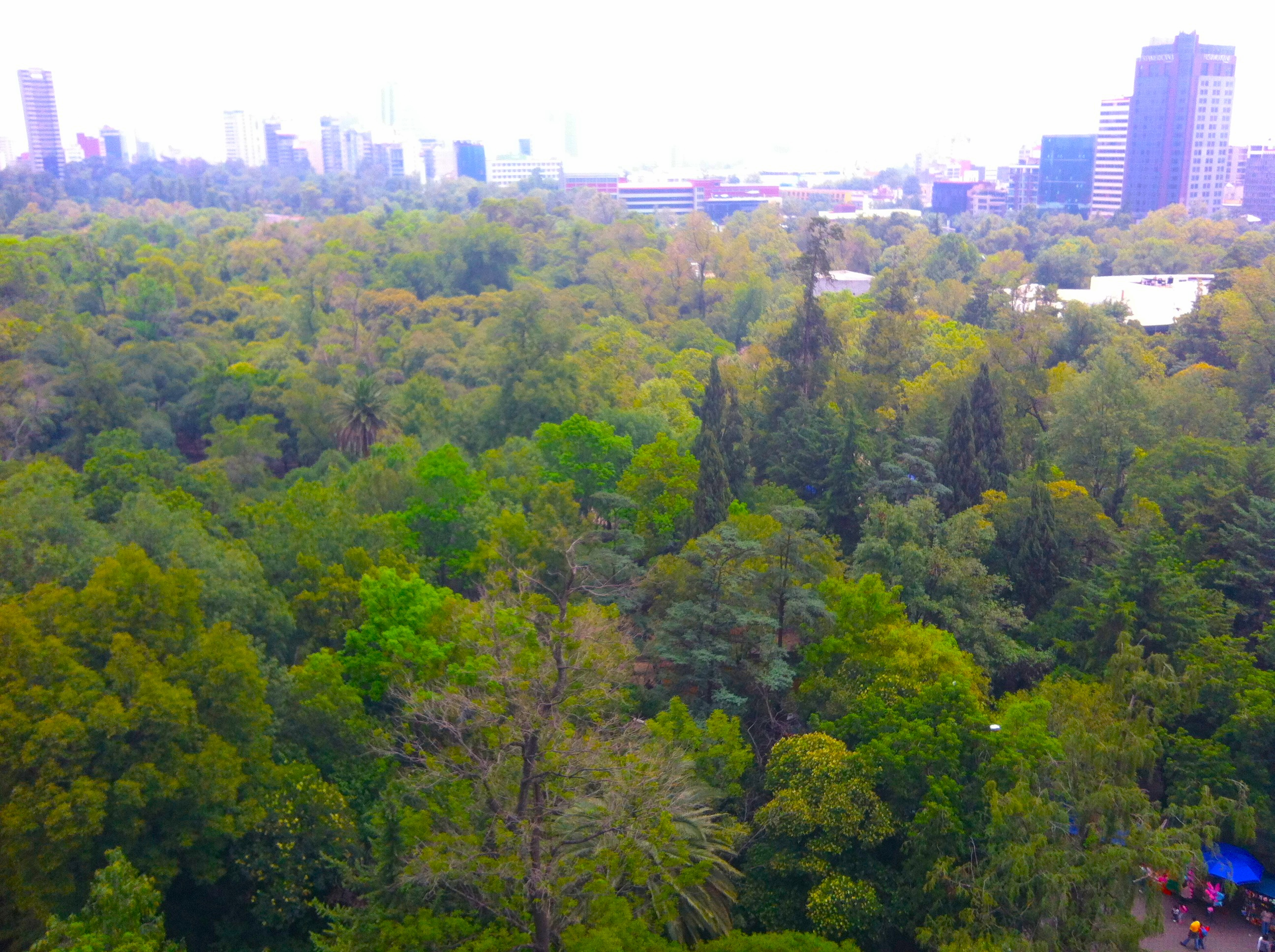
Fotografía de 2012 del bosque de Chapultepec en la Ciudad de México.

La biodiversidad de México incluye una amplia variedad de especies animales y vegetales que lo han vuelto uno de los países «megadiversos» del mundo.
De acuerdo con la Comisión Nacional para el Conocimiento y Uso de la Biodiversidad (Conabio), hasta 2018 existía casi el 70 % de la diversidad mundial de especies en México —21,073 y 23,424 plantas vasculares; 564 mamíferos; entre 1,123 y 1,150 aves; 864 reptiles y 376 anfibios, hongos, microorganismos y diversidad genética—.

## Descripción
Se atribuye la diversidad biológica de México a numerosos factores, entre los cuales se incluyen la ubicación geográfica dividida por el trópico de Cáncer; su orografía; su superficie total, que lo sitúa como el 14° más extenso del mundo con más de 1,9 millones de km2; su historia evolutiva, al hallarse entre las regiones neártica y neotropical, lo cual influye en su variedad de faunas y floras; y la domesticación de plantas y animales, entre otros.
La biodiversidad del país incluye una amplia variedad de ecosistemas acuáticos, dulceacuícolas y costeros, además de más de 70 de cuencas fluviales. Sus ríos desembocan en distintas vertientes, ya sea en el Océano Pacífico —caracterizados por ser «pequeños, de flujo rápido y con pendientes pronunciadas»—, o en el Golfo de México y el Caribe —«grandes, caudalosos y con pendientes suaves»—. Algunos de sus principales ríos, según su volumen medio anual, son el Colorado, Yaqui, Fuerte, Culiacán, Lerma-Santiago, Balsas, Papagayo, Ometepec, Verde, Tehuantepec y Suchiate —en la vertiente del Pacífico—; el Bravo, Pánuco, Tuxpan, Papaloapan, Coatzacoalcos, Grijalva y Usumacinta —en el Golfo— y el Hondo. Los ríos del interior más notables incluyen el Nazas, Aguanaval, Santa María, Casas Grandes y del Carmen.
De acuerdo con investigaciones de la Universidad Nacional Autónoma de México (UNAM), los huertos familiares mexicanos «tienen registro de más de 11 mil años de antigüedad; se trata del agroecosistema con la mayor diversidad biológica de especies de flora y fauna» en el país, y cada uno puede llegar a albergar «hasta 500 especies de plantas y animales». Algunos de los principales huertos se localizan en las selvas de la península de Yucatán, Guerrero, Oaxaca, Chiapas y Veracruz.

## Historia y evolución
Durante la Revolución Mexicana surgieron instituciones ecológicas como la Dirección de Estudios Biológicos, el Jardín Botánico, el Zoológico de Chapultepec, y el Departamento de Caza de la Dirección Forestal, de Caza y Pesca, de la Secretaría de Agricultura y Fomento. Posterior al conflicto armado se originaron las primeras vedas además de introducirse conceptos como la «conservación» y la «riqueza natural» en la literatura mexicana. La enseñanza de la diversidad de fauna recayó en organismos como la Escuela Nacional de Ciencias Biológicas del Instituto Politécnico Nacional (IPN) y la Facultad de Ciencias de la UNAM.
En los años 1980 el Fondo Mundial para la Naturaleza creó el primer mapa de países megadiversos en el cual aparece México junto con otros cinco países —Colombia, Brasil, Zaire, Madagascar e Indonesia—. Más tarde el listado se incrementó a más países como parte de la fundación de la organización Conservación Internacional. Desde entonces ha participado en distintas cumbres como la Reunión Ministerial de Países Megadiversos (2002) y la Conferencia de las Partes, entre otras.
En el año 2000 los matorrales eran el bioma más extenso del territorio mexicano, al cubrir aproximadamente el 29 % de la superficie del país, seguido de los bosques y las selvas (17 % y 16 %, respectivamente), según datos del Inventario Forestal Nacional.
Hasta 2008 el país figuraba como el 11° con mayor cantidad de aves; el 5° con respecto a plantas vasculares y anfibios; el 3° por volumen de anfibios; y el 2° con más reptiles en el mundo. En años recientes la industria turística nacional se ha visto beneficiado de las prácticas ecológicas destinadas a la comprensión y difusión de la biodiversidad existente en México.
La Conabio es la institución gubernamental encargadas de «las actividades encaminadas a promover, coordinar, apoyar y realizar actividades dirigidas al conocimiento de la diversidad biológica, así como a su conservación y uso sustentable». Una de sus herramientas para alcanzar tal propósito es el Sistema de Información sobre Especies Invasoras en México (por sus siglas, SIEIM). Cabe agregar que la NOM-059-SEMARNAT-2010 es la norma mexicana que enlista las especies y subespecies de flora y fauna silvestres que se encuentran en riesgo de extinción en el país.

## Elementos

### Flora
Entre el 50 % y el 60 % de las plantas vasculares del país son endémicas, entre las cuales sobresalen las orquídeas y las cactáceas.
De acuerdo con Conabio, en 2006 se tenía noción de que «poco más del 15 % de las especies vegetales que se consumen en el mundo tienen su origen en México», de las cuales se pueden mencionar el maíz, el chile y el fríjol.

### Fauna
El endemismo en las especies animales de México es también notable al igual que su flora —un 30 % de los mamíferos, por ejemplo, son razas endémicas; y un 11 % de las especies de aves son endémicas—.
La Ciudad de México alberga por sí misma más de dos mil especies entre las cuales resaltan los helmintos, moluscos, artrópodos e insectos, aves, anfibios, reptiles y mamíferos.
Entre los animales que habitan en el Golfo de México se encuentran las ballenas, los delfines, las tortugas, los tiburones, los corales y el atún rojo, así como peces de arrecife entre los cuales se incluyen los pargos y los meros, que a su vez sustentan a comunidades pesqueras en la costa mencionada.

### Ecosistemas
Los ecosistemas de México son los siguientes:
- Bosques nublados
- Bosques templados
- Selvas húmedas
- Selvas secas
- Matorrales
- Pastizales
- Playas de arena y rocosas
- Islas
- Dunas costeras
- Manglares
- Praderas de pastos marinos
- Ríos y lagos
- Arrecifes
- Bosques de macroalgas
- Ambiente pelágico
- Urbano

## Áreas naturales protegidas
De acuerdo con la Ley General del Equilibrio Ecológico y la Protección al Ambiente (LGEEPA), existen seis categorías de manejo para las áreas naturales protegidas en México:
- Reservas de la biosfera (RB)
- Parques nacionales (PN)
- Monumentos naturales (MN)
- Áreas de protección de los recursos naturales (APRN)
- Áreas de protección de flora y fauna (APFyF)
- Santuarios (S).

En adición a lo anterior se han creado los parques y reservas estatales (PyRE) y las zonas de preservación ecológica de los centros de población (ZPE).

## Problemáticas
La pérdida de los ecosistemas en México ha llevado a que 2665 especies se encuentren en peligro de extinción —1394 animales y 974 vegetales, de acuerdo con estimaciones de la Conabio—. Otros factores que han propiciado esta problemática son «la sobreexplotación de especies maderables, el cambio climático y la desertización del suelo; la intrusión de especies invasoras en ecosistemas a los que no pertenecen, y notablemente, el cambio de uso de suelo».
De acuerdo con datos de 2021 de la Conabio, los ecosistemas más afectados son las selvas húmedas —con una pérdida del 40,5 % del hábitat total y un deterioro del 73,5 % de las selvas húmedas restantes—; seguidas de las selvas secas —un 36.4 % de pérdida y un deterioro del 56,9 %—; pastizales —36,6 % de pérdida y 38,5 % de deterioro— y finalmente los bosques templados y nublados, y los matorrales —en conjunto con una reducción de alrededor del 41 % y un deterioro del 42 %—.

### Riesgos
México es un país megadiverso con riqueza natural que nos conecta con nuestra historia, cultura y sustento diario, alberga una de las mayores concentraciones de especies únicas en el mundo. Sin embargo, enfrenta múltiples amenazas que ponen en riesgo a sus especies y ecosistemas. Según la NOM-059-SEMARNAT-2010, se han catalogado 2,606 especies en riesgo, de las cuales 475 están clasificadas como en peligro de extinción. Entre las especies más emblemáticas en peligro se encuentran: vaquita marina (Phocoena sinus), ajolote (Ambystoma mexicanum), jaguar (Panthera onca), guacamaya roja (Ara macao); estas especies, entre otras, están en peligro debido a diversas amenazas que afectan directamente su supervivencia y el equilibrio de los ecosistemas. Dentro de las principales causas que ponen en riesgo la biodiversidad, está la pérdida y fragmentación de hábitat debido a la urbanización y deforestación de estas. El cambio climático también impacta a los ecosistemas, afectando arrecifes y selvas tropicales, como indica SEMARNAT. Además, la caza furtiva y el tráfico ilegal de especies como el jaguar y la vaquita marina, son amenazas directas, según CONANP. Estas amenazas requieren atención urgente para proteger la biodiversidad de México.